# Jan Forsberg (konstnär)
Jan Esbjörn Forsberg, född 23 maj 1932 i Engelbrekts församling i Stockholm, död 17 april 2012 i Solna församling, var en svensk grafiker och målare. 
Forsberg studerade vid Signe Barths målarskola och Kungliga Konsthögskolan i Stockholm samt under studieresor till bland annat Grekland, Jugoslavien och USA. Separat har han ställt ut i bland annat Sverige, USA, Jugoslavien, Kanada och Danmark. Bland hans offentlig arbeten märks en väggmålning i LO-skolan på Åkers Runö och relief för Svenska Tändsticksbolaget i Jönköping. Forsberg är representerad vid Moderna Museet, Jönköpings museum, Växjö museum, Borås konstmuseum, Norrköpings konstmuseum, Kalmar Konstmuseum, och Smålands Konstarkiv i Värnamo, British Museum, Victoria and Albert Museum  och Museum of Modern Art.
Jan Forsberg är begravd på Järfälla kyrkogård.